# Munster (Irland)
 For alternative betydninger, se Munster. (Se også artikler, som begynder med Munster)
Munster er en provins, der omfatter det sydvestlige Irland.
Den består af grevskaberne 
- Clare (110.800)
- Cork, (480.909)
- Kerry, (139.616)
- Limerick, (183.863)
- Tipperary (149.050)
- Waterford, (107.942)

Den største by i Munster er Cork.
52°15′N 9°00′V / 52.25°N 9°V